# Aleixo IV de Trebizonda
Aleixo IV de Trebizonda (c. 1379 –  26  de abril de 1429) foi um monarca do Império de Trebizonda que reinou entre 1416 e 1429. Foi antecedido no trono por Manuel III e sucedido por João IV. Sua filha Maria casou-se com o imperador bizantino João VIII Paleólogo, mas morreu sem deixar herdeiros e foi a última imperatriz-consorte bizantina.